# (559182) 2015 BZ518
(559182) 2015 BZ518 est un objet transneptunien de la famille des cubewanos et une planète naine potentielle, ayant un diamètre estimé à environ 543 km.